# Maryse Luzolo
Maryse Luzolo (ur. 13 marca 1995) – niemiecka lekkoatletka specjalizująca się w skoku w dal.
Czwarta zawodniczka mistrzostw świata juniorów młodszych (2011) oraz juniorskich mistrzostw Europy (2013). W 2014 w Eugene została brązową medalistką mistrzostw świata juniorów.
Rekordy życiowe: stadion – 6,84 (30 lipca 2023, Inneringen); hala – 6,62 (27 stycznia 2023, Karlsruhe).

## Osiągnięcia
| Rok  | Impreza                                 | Miejsce   | Lokata            | Wynik |
| ---- | --------------------------------------- | --------- | ----------------- | ----- |
| 2011 | Mistrzostwa świata juniorów młodszych   | Lille     | 4. miejsce        | 6,06  |
| 2013 | Mistrzostwa Europy juniorów             | Rieti     | 4. miejsce        | 6,27  |
| 2014 | Mistrzostwa świata juniorów             | Eugene    | 3. miejsce        | 6,24  |
| 2017 | Halowe mistrzostwa Europy               | Belgrad   | el. – 10. miejsce | 6,48  |
| 2019 | Światowe wojskowe igrzyska sportowe     | Wuhan     | 2. miejsce        | 6,49  |
| 2021 | Halowe mistrzostwa Europy               | Toruń     | el. – 12. miejsce | 6,48  |
| 2021 | Superliga drużynowych mistrzostw Europy | Chorzów   | 1. miejsce        | 6,61  |
| 2021 | Igrzyska olimpijskie                    | Tokio     | el. – 15. miejsce | 6,54  |
| 2022 | Mistrzostwa Europy                      | Monachium | el. – 18. miejsce | 6,28  |
| 2023 | Halowe mistrzostwa Europy               | Stambuł   | el. –             | DNS   |
| 2023 | I dywizja drużynowych mistrzostw Europy | Chorzów   | 4. miejsce        | 6,49  |
| 2023 | Mistrzostwa świata                      | Budapeszt | 9. miejsce        | 6,58  |